# Universidad Rafael Urdaneta
La Universidad Rafael Urdaneta (URU) es una universidad privada de Venezuela, ubicada en la Vereda del Lago (Maracaibo, estado Zulia), creada por la Fundación Universidad Rafael Urdaneta y por la Asociación Civil Universidad Rafael Urdaneta en 1973, en honor al ilustre Rafael Urdaneta, distinguido prócer zuliano.

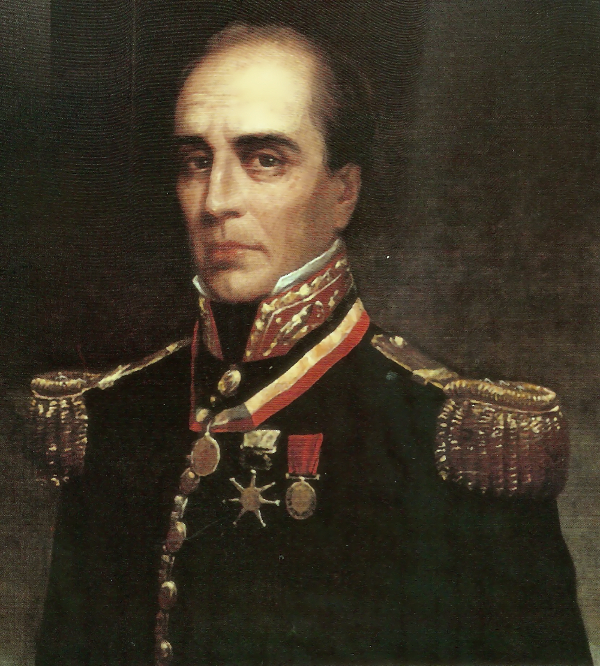
La universidad fue nombrada en honor a Rafael Urdaneta, distinguido prócer zuliano.

La Universidad Rafael Urdaneta es una institución de educación superior cuyo propósito se fundamenta en la generación y aplicación de conocimientos que contribuyen con la evolución integral del ser humano y la formación de profesionales dotados de valores, autoeficaces, pertinentes, altamente competitivos y comprometidos con el desarrollo científico, técnico y humanístico del entorno social para elaborar proyectos viables que solucionen los problemas del estado y la nación.

## Facultades, escuelas y carreras
Las facultades y escuelas de la Universidad Rafael Urdaneta son:

### Facultad de Ciencias Agropecuarias
- Escuela de Ingeniería en Producción Animal

### Facultad de Ciencias Políticas, Administrativas y Sociales

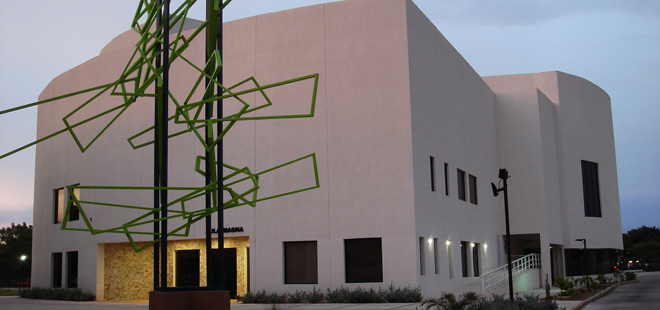
Aula Magna de la URU.

- Escuela de Administración de Empresas
- Escuela de Contaduría Pública
- Escuela de Ciencias Políticas
- Escuela de Derecho
- Escuela de Psicología

### Facultad de Ingeniería y Arquitectura
- Escuela de Ingeniería Civil
- Escuela de Ingeniería Eléctrica
- Escuela de Ingeniería en Telecomunicaciones
- Escuela de Ingeniería Química
- Escuela de Ingeniería Industrial
- Escuela de Ingeniería en Computación
- Arquitectura
- Diseño de interior

## Instalaciones

### Aula magna

#### La Gran Sala

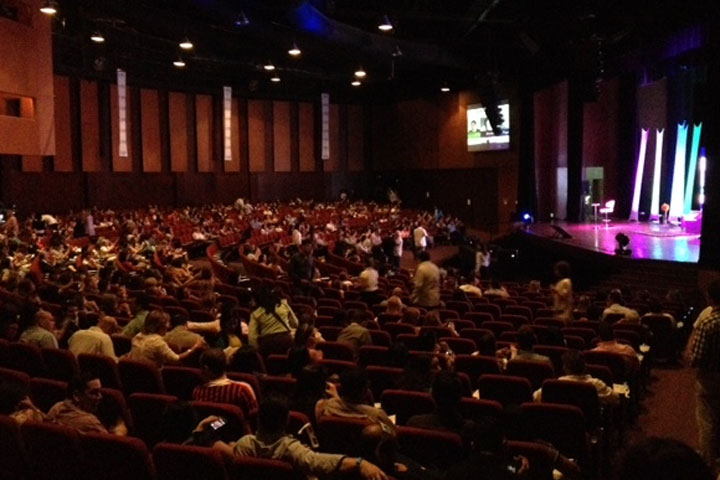
Auditorio de La Gran Sala.

Se partió del concepto tradicional de aula magna como expresión de las jerarquías existentes en la comunidad universitaria, de allí que se definieran accesos relevantes de la platea al escenario, punto de contacto entre el graduando y su ascenso al nivel de la auctoritas académica para el conferimiento del grado. El escenario, en este caso, es el área que ocupa la totalidad del cuerpo académico, siempre presidido por el Rector. La investidura de la toga y el birrete simboliza el acceso del graduando a una jerarquía superior como titulado.
El compromiso del espacio para la presentación de los distintos géneros de las artes musicales y escénicas lleva a concebir el escenario como caja acústica para la ejecución sinfónica y coral. Al mismo tiempo, el escenario es adecuado para toda clase de danza o de ballet, en un área útil de 250 metros cuadrados, o más de 300 m² en el escenario extendido; incluyendo el tras escenario, el espacio de la escena de 1.100 m². El foso de orquesta permite la actuación de una sinfónica completa, pues posee 100 m². Dadas las dimensiones del escenario y de la fosa de orquesta la sala es apta para la presentación de ópera y zarzuela, con un versátil montaje escénico.
La boca del escenario es de 21 metros en línea recta, y de 26 metros en el perímetro del escenario extendido. El labio de apertura de la fosa orquestal es de 4 metros. La relación del público con la escena es directa y desde cualquier punto de la platea se ve la totalidad del piso del escenario; éste, a su vez, posee 2% de pendiente, para eliminar el efecto óptico de caída de su parte profunda y acercar visualmente al ejecutante. La relación directa del escenario con el público habilita idealmente el espacio para la realización de congresos científicos y conferencias.
El escenario posee dos grandes ventanales que permiten comunicar visualmente la Gran Sala con el lago.
La Gran Sala está dotada de 1300 butacas fijas en un área de 1000 metros cuadrados y dos salas de control para iluminación, sonido y proyección, y para traductores simultáneos. Posee tres puertas de entrada principales y cinco salidas directas. Uno de sus accesos está diseñado para discapacitados.

#### El Paraninfo
El Paraninfo es una sala destinada principalmente a conferencias y pequeños congresos, conciertos de cámara y teatro experimental. Posee un escenario de 50 metros cuadrados diseñado con las características de una caja acústica y una platea de aproximadamente 220 metros cuadrados. Está dotado de 250 butacas fijas. Tiene, igualmente, ventanales de comunicación visual con la panorámica lacustre.

#### Salas A, B, C, D y E
Las salas menores oscilan entre 60 y 120 metros cuadrados. La Sala A está dispuesta como parte de la galería de artes plásticas y ampliación eventual del vestíbulo. La Sala B, específicamente, está dotada de 100 butacas fijas y ha sido prevista para el desarrollo de foros y conferencias. Las salas C, D y E están diseñadas como espacios de multiuso.

#### Áreas de apoyo
El Aula Magna está dotada, entre otros ambientes, de hall, vestíbulo y galería perimetral. Área para jardín de esculturas y Plaza del Rectorado. Posee una sala vip, seis camerinos individuales y colectivos, un guardarropa, dos salas de piano, un cafetín y amplios espacios de utilería y depósito.

#### Escultura Monumental
Cómo símbolo de la entrañable relación de la Universidad Rafael Urdaneta y el Lago de Maracaibo se erigió la obra escultórica de Gregorio Boscán, artista plástico zuliano y estudiante de arquitectura de la Universidad Rafael Urdaneta. Se trata de una abstracción en metal con una altura de 14 metros que evoca los colores de nuestro lago.

#### Especificaciones técnicas
- Aire Acondicionado: 240 toneladas
- Área: 6.000 m² de construcción habitable
- Área total de ubicación: 8.000 m² (el edificio con su entorno)

Todas las salas tienen acceso para discapacitados, así como también el escenario de la Gran Sala.

### Biblioteca

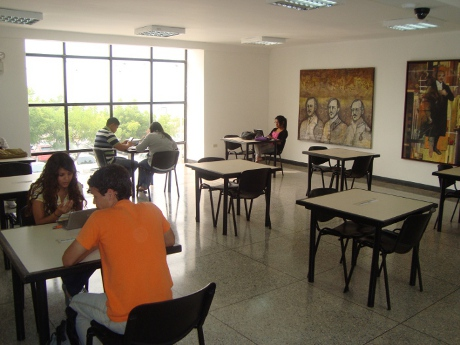
Atrio II de la biblioteca, zona Wi-Fi

Desde los inicios de la Universidad Rafael Urdaneta, el servicio de la Biblioteca ha estado presente como apoyo fundamental en el funcionamiento académico, principalmente en las áreas de docencia e investigación. Por este motivo y para afianzar el rol de la Biblioteca, se construyó una nueva sede, la cual se puso en funcionamiento en mayo del 2006. Este nuevo edificio representó cambios significativos no sólo a nivel de las instalaciones sino también en la estructura y apertura de nuevos servicios disponibles para la comunidad URU. Entre ellos cabe destacar:
- El incremento de la colección bibliográfica y puestos de lectores
- Modalidad de estantería abierta
- Establecimiento de un sistema de gestión automatizado para el manejo integral de la Biblioteca.
- La implantación de un Catálogo en Línea que le proporciona a los usuarios información referencial sobre los libros con su respectiva tablas de contenido y las tesis de grado, incluyendo el resumen y texto completo.
- Apertura del servicio de Testoteca.
- Puesta en marcha de la Sala Audiovisual y Sala virtual.